# Rete tranviaria di Palermo (1887-1947)
La rete tranviaria di Palermo, costruita nella seconda metà del XIX secolo e durata fino all'immediato secondo dopoguerra in Italia, era un sistema di trasporto pubblico su tram a servizio della città di Palermo, costituito da linee urbane a scartamento metrico, in origine con la trazione a cavalli e, in seguito, a trazione elettrica.

## Storia
Fin quasi alla fine del secolo XIX il trasporto pubblico"di massa" delle principali città era affidato agli omnibus a cavalli. Il 23 aprile 1874 a Palermo venne costituita la Società Sicula Tramways e Omnibus (SSTO) con lo scopo di costruire ed esercitare alcune linee di tram e di omnibus a cavalli. Il 27 gennaio 1887 detta società otteneva una concessione di 30 anni per l'esercizio degli omnibus cittadini e il 16 aprile dell'anno successivo venne autorizzato l'esercizio di tranvie a trazione elettrica a corrente continua.

### Nascita e sviluppo della rete
La prima linea tranviaria elettrica fu tra piazza Bologni e Rocca di Monreale (una borgata ai piedi della cittadina normanna di Monreale) nel maggio 1899, inaugurata dal sindaco Eugenio Oliveri, un pioniere della mobilità palermitana; Oliveri infatti fondò nel capoluogo siciliano, anche la casa automobilistica APIS.
Nel mese di settembre dello stesso anno vennero inaugurate altre due linee: la Romagnolo-piazza Marina lunga 3 km e la piazza Indipendenza-Porta Reale di 2,5 km.
Successivamente alla costruzione della tranvia di Monreale la linea proveniente da piazza Bologni venne allacciata ad essa e le stesse vetture tranviaria proseguivano fino a Monreale spinte da appositi carri elettrici di trazione e freno.
Negli anni seguenti vennero attivate altre sei linee tranviarie mentre altre tre, di minore importanza, rimasero con la trazione a cavalli.
Nel 1911 il comune di Palermo firmò una convenzione con la società belga Les Tramways de Palerme per costruire ed esercitare linee a trazione elettrica fino a Mondello: tali linee furono inaugurate nel 1912. Nel 1929 le due reti (quella della "belga" e quella già della SSTO) furono unificate sotto la gestione dell'Unione Trazione Elettrica e Trasporti della Sicilia (UTETS).

### Declino e soppressione
Tra il 1931-1932 la suddivisione dei servizi pubblici di trasporto urbano a Palermo, tra la Società tramviaria e la Società filoviaria era ormai paritetica e alle 19 linee tramviarie si affiancano ben 14 linee esercitate con autobus. La posizione della seconda, la SAIA, si consolidò nel 28 dicembre 1936 quando le venne affidata la concessione degli autoservizi urbani di Palermo. Gli itinerari delle linee interferivano con quelli tramviari: UTETS e SAIA proposero dunque un piano per riordinare i rispettivi servizi. Intorno agli anni trenta la crisi dei trasporti investì tutte le aziende di trasporto pubblico d'Italia.
L'11 dicembre 1931, le due società trovarono un accordo, ovvero quello di rendere il servizio tramviario e quello di autobus l'uno integrativo dell'altro. Il 26 maggio 1932 a Michele di Spatafora venne attuata la soppressione delle seguenti linee:
- linea 2: Porrazzi – Romagnolo
- linea 3: Stazione Centrale – Noce
- linea 4: Piazza Marina – Uditore
- linea 5: Piazza Marina – S.Lorenzo
- linea 11: Politeama – Sferracavallo
- linea 12: Circolare Est

Contestualmente vennero soppresse tre linee automobilistiche cinque nuove furono istituite e altre mutarono il proprio percorso così da evitare sovrapposizioni. Stante la disponibilità di vetture inutilizzate, due elettromotrici costruite nel 1899-1900 da Schuckert furono cedute alla Società Anonima Tranvia Viggiù per l'esercizio della tranvia Bisuschio-Viggiù.
Nel 1935 e 1936 la SAIA sospese i suoi programmi a causa della limitazione nell'uso della benzina imposta dalle vicende politiche internazionali: per non interrompere il servizio pubblico la SAIA ottenne peraltro una deroga, che impose il rigoroso controllo da parte dell'Ispettorato Generale delle ferrovie, tramvie, automobili.
Anche il servizio tranviario subiva peraltro gli influssi della politica: nel 1939 la dirigenza della allora Società Tranvie di Palermo (STP) optò per la completa trasformazione della rete in filoviaria. Nel dicembre 1940 i servizi vennero dunque unificati e nacque la Società Anonima Siciliana Trasporti (SAST).
Fra il 1942 e il 1943 la città venne colpita da numerosi bombardamenti che distrussero la rete filotranviaria e i depositi aziendali, pur non arrivando alla completa interruzione del servizio, che si protrasse fino al 1947, anno in cui fu definitivamente soppresso e sostituito dalla rete filoviaria, che le si era nel frattempo gradualmente affiancata, e successivamente dagli autobus.

### La nuova rete
Una nuova rete, strutturata su quattro relazioni, è stata inaugurata nel dicembre 2015.

## Caratteristiche
La rete, che arrivò complessivamente a misurare circa 38 km, era armata a scartamento metrico ed elettrificata in corrente continua, sviluppandosi prevalentemente in piano con l'eccezione della linea per Monreale. La porzione prettamente urbana della rete misurava circa 14 km.

### Linee nel 1919-20

Mappa della rete nel 1920. In rosso le linee SSIE, in blu le linee TP

- Linee della Società Sicula Imprese Elettriche[11]:
  - 1 Piazza Marina - Acquasanta
  - 2 Piazza Marina - Romagnolo
  - 3 Piazza Marina - Noce
  - 5 Piazza Marina - San Lorenzo
  - 6 Piazza Rivoluzione - Torrelunga
  - 7 Circolare: Piazza Marina - Ucciardone - prolungamento estivo fino ad Acquasanta
  - 8 Piazza Bologni - Rocca
  - 9 Piazza Bologni - Monreale
  - 10 Piazza Bologni - Porrazzi
  - 11 Politeama - Sferracavallo
- Linee della compagnia Les Tramways de Palerme[11]:
  - B Via Roma - Stabile - Zisa
  - C Via Roma - Politeama - Zisa
  - D Via Roma - Pallavicino - Mondello
  - E Via Roma - Politeama - Piazza Leoni
  - F Via Roma - Pallavicino - Mondello - Partanna

### Linee nel 1937
- Linee delle Tranvie di Palermo[12]:

Mappa della rete nel 1937

  - 1 Piazza Marina - Ucciardone - Acquasanta
  - 5/ Stazione Centrale - Politeama - Leoni
  - 6/10 Torrelunga - Stazione Centrale - Politeama - Acquasanta
  - 7 Circolare: Stazione Centrale - Indipendenza - Piazza San Francesco di Paola - Politeama - Stazione Centrale
  - 8 Piazza Colonna - Rocca
  - 9 Piazza Colonna - Monreale
  - 13 Stazione Centrale - Politeama - Piazza Generale Cascino
  - 14 Stazione Centrale - Pallavicino - Mondello
  - 15 Stazione Centrale - Pallavicino - Mondello - Partanna Mondello
  - 16 Stazione Centrale - Pallavicino - Mondello spiaggia (estiva)
  - 17 Stazione Centrale - Politeama - Zisa
  - 18 Stazione Centrale - Piazza Marina - Via Cavour - Teatro Massimo - Via Sammartino
  - 19 Acquasanta - Politeama - Rocca

## Materiale rotabile
Prima dello scoppio della Prima guerra mondiale il parco rotabili della SSIE era composto da 102 motrici e 53 rimorchiate di costruzione tedesca.